# صحراء في الفلسفة

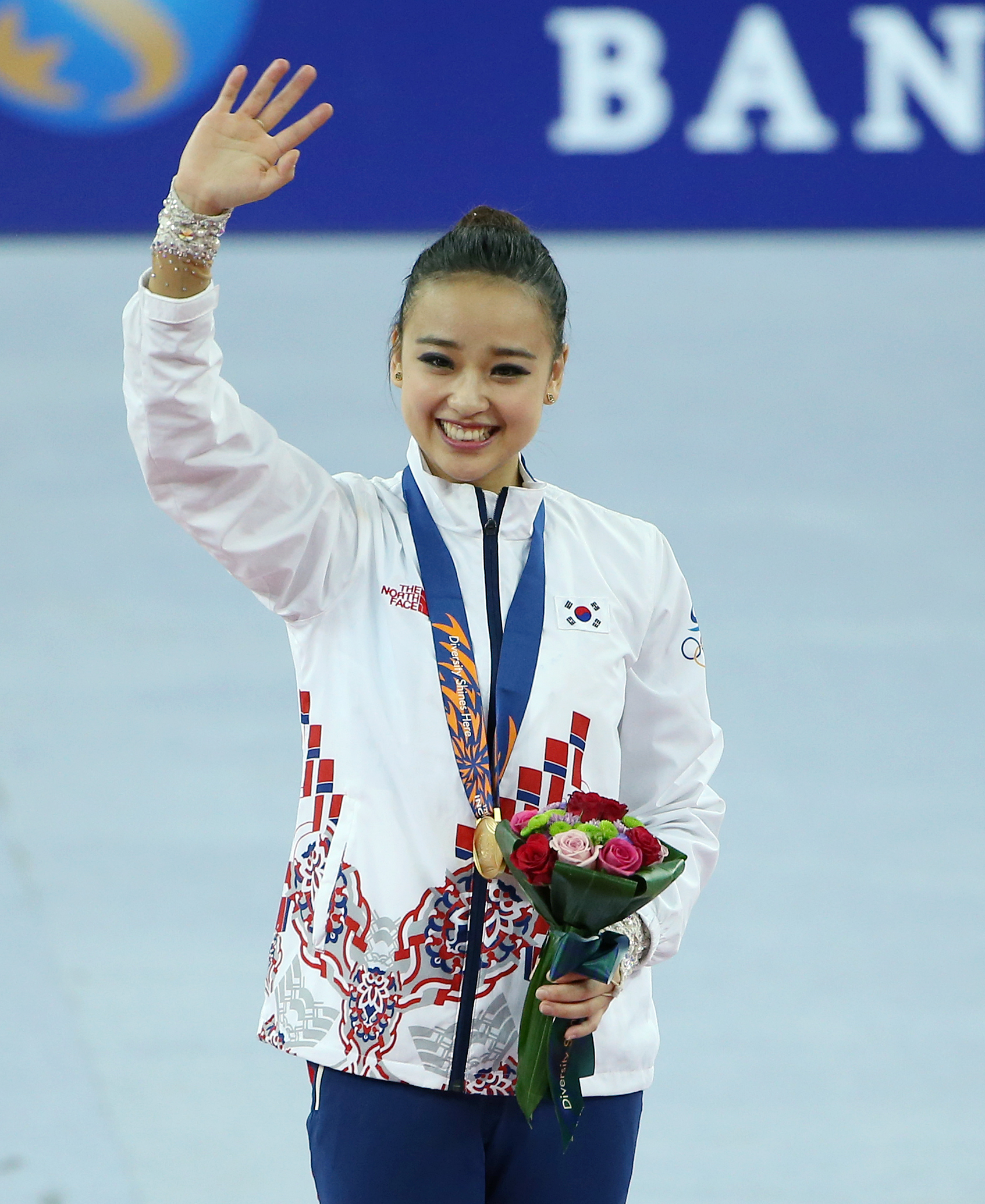

صحراء في الفلسفة هو الجزاء أو حالة استحقاق الشيء، سواء كان سيئاً أو جيداً، أو بمعنى جزاء عادل.

## التسمية
صحراء في الفلسفة هي كلمة منسوبة لكل من العدالة، والانتقام، واللوم، والعقوبة، والعديد من المواضيع الفلسفية الأخلاقية. في اللغة الإنجليزية تميل كلمة صحراء مع هذا المعنى إلى أن تكون غير شائعة بالعامية (في اللغة العربية أيضاً)، وهي بالعادة تستخدم في العبارة ("just desert" «جزاء عادل»). وعادة ما يتم الخلط بالإملاء الصحيحة بالعبارة (just dessert) بسب تشابه الكلمات باللغة الإنجليزية.
في الاستخدام العادي: تعني استحقاق مكافأة أو جائزة؛ أما في الفلسفة: التمييز في كلمة صحراء ليشمل الحالة عندما يكون الجزاء العادل غير مرحب به، أو يكون كمكافأة مثلاً، فإذا خدش أحدهم تذكرة يانصيب رابحة فهو يستحق الأموال، ولكن ليس بالضرورة أن يستحق الأموال التي يستحقها أحد بالعمل، أويستحق التصفيق لأداء منفرد.